# وفيات 2002
قائمة بأشخاص بارزين رحلوا في سنة 2002.
|  |

## وفيات يناير
3
- محمد العلي، 52، ممثل سعودي.

4
- كامل حسن المقهور، 66، سياسي وأديب ليبي.

19
- يحيى العلمي، 61، مخرج ممثل مصري.
- فافا، 67، لاعب كرة قدم برازيلي.

22
- يوسف السركجي، 40، قيادي في حركة حماس الفلسطينية.

24
- إيلي حبيقة، 45، سياسي لبناني.

28
- وفاء إدريس، 28، فدائية فلسطينية.
- أنور الجندي، 85، أديب ومفكّر إسلامي مصري.

## وفيات فبراير
16
- والتر وينتربوتوم، 88، مدرب كرة قدم إنجليزي.

17
- طيبة الفرج، 55، ممثلة كويتية.

22
- تشاك جونز، 89، منتج أمريكي.

23
- يوسف المطرف، 40، مغني كويتي.

## وفيات مارس
3
- عبد الله سراج الدين الحسيني، 78، عالم دين سوري

11
- جيمس توبن، 84، اقتصادي أمريكي حائز على جائزة نوبل في الاقتصاد.

17
- ثروت أباظة، 74، أديب مصري.

25
- أحمد عبد الرحيم مصطفى، 76، مؤرخ مصري.

29
- آيات الأخرس، 17، فدائية فلسطينية.

## وفيات أبريل
15
- أنطوان ريمي، 64، مخرج لبناني.

16
- طه محمود طه، 72، أستاذ ومترجم مصري.

27
- عدنان الملوحي، 78، مؤرخ وصحفي سوري

## وفيات مايو
6
- صالح سليم، 72، لاعب كرة قدم مصري.

ّّ*بيم فورتاين، 54، سياسي هولندي.
8
- أحمد مظهر، 84، ممثل مصري.

17
- عبد المنعم واصل، 74، قائد عسكري مصري.

20
- جهاد أحمد جبريل، 40، ابن أحمد جبريل مؤسس الجبهة الشعبية لتحرير فلسطين – القيادة العامة.

22
- عبد العزيز النمش، 70، ممثل كويتي.

## وفيات يونيو
14
- أحمد بن حجر آل بوطامي، 82، مفتى قطر الأسبق.

15
- سعيد بلقولة، 45، حكم كرة قدم مغربي.
- أحمد حجازي، 56، ممثل مصري.

22
- رشدي المهدي، 74، ممثل مصري.

27
- سيد حاتم، 54، ممثل مصري.
- محرم فؤاد، 68، مغني مصري.

## وفيات يوليو
6
- حمادي الساحلي، 74، مؤرخ تونسي.

9
- رود ستايغر، 77، ممثل أمريكي.

25
- عبد الرحمن بدوي، 85، فيلسوف مصري.

28
- أرشر مارتين، 92، كيميائي بريطاني حاصل على جائزة نوبل في الكيمياء.

30
- عاطف سالم، 81، مخرج مصري.

## وفيات أغسطس
30
- زيد بن شاكر، 68، أمير ورئيس وزراء أردني.

## وفيات سبتمبر
10
- أغوستو لامو كاستيلو، 63، حكم كرة قدم إسباني.

## وفيات أكتوبر
14
- أرتورو سيلفيستري، 81، لاعب كرة قدم إيطالي.

## وفيات نوفمبر
11
- أحمد أيوب، 88، ممثل سوري.

13
- خوان ألبرتو سيكافينو، 77، لاعب كرة قدم أوروغواياني.

26
- رشيد علامة، 71، ممثل لبناني.

27
- عبد العزيز أبازيد، 92، داعية سوري

## وفيات ديسمبر
12
- عبد السلام الجوير، 57، سياسي ليبي.

19
- عبد الغني الدقر، 85، فقيه ومؤرخ سوري

22
- سناء جميل، 72، ممثلة مصرية.

25
- غابرييل ألموند، 91، عالم سياسة أمريكي.

27
- يوسف فخر الدين، 67، ممثل مصري.

28
- فادية بنت فاروق الأول، 59، أميرة مصرية.
- جار الله عمر، 60، سياسي يمني.